# Danielle Browning
Danielle Browning, jamajška atletinja, * 29. avgust 1981, Jamajka.
Ni nastopila na poletnih olimpijskih igrah. Na svetovnih prvenstvih je osvojila srebrno medaljo v štafeti 4x100 m leta 2005, na panameriških igrah pa bronasto medaljo v isti disciplini leta 2003. 